# Cyrtodactylus malcomsmithi
Cyrtodactylus malcomsmithi är en ödleart som beskrevs av  Constable 1949. Cyrtodactylus malcomsmithi ingår i släktet Cyrtodactylus och familjen geckoödlor. IUCN kategoriserar arten globalt som otillräckligt studerad. Inga underarter finns listade i Catalogue of Life.